# Spergularia molluginea
Spergularia molluginea är en nejlikväxtart som beskrevs av George Don jr. Spergularia molluginea ingår i släktet rödnarvar, och familjen nejlikväxter. Inga underarter finns listade i Catalogue of Life.